# Vlača
Vlača este o comună slovacă, aflată în districtul Vranov nad Topľou din regiunea Prešov. Localitatea se află la altitudinea de 200 m deasupra n.m., se întinde pe o suprafață de 4,25 km2 și în 2017 număra 230 de locuitori. Se învecinează cu comuna Babie.

## Istoric
Localitatea Vlača este atestată documentar din 1349.

## Demografie
| An:                | 1994 | 2004   | 2014   | 2024    |
| ------------------ | ---- | ------ | ------ | ------- |
| Număr de persoane: | 224  | 230    | 234    | 209     |
| Diferență:         |      | +2,67% | +1,73% | −10,68% |

| An:                | 2023 | 2024   |
| ------------------ | ---- | ------ |
| Număr de persoane: | 213  | 209    |
| Diferență:         |      | −1,87% |